# Noyau olfactif antérieur

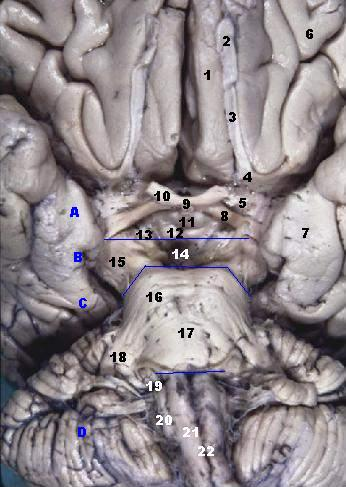
Vue antérieure du tronc cérébral humain (le noyau olfactif antérieur n'est pas légendé mais la région est visible au centre et en haut, grossièrement entre le "2" et le "3")

Le noyau olfactif antérieur, NOA, appelé également le cortex olfactif antérieur (en latin : nucleus olfactorius anterior), est une partie du prosencéphale chez les vertébrés.
Il est impliqué dans l'olfaction et possède supposément une forte influence sur les autres aires olfactives comme le bulbe olfactif et le cortex piriforme.

## Structure anatomique
Le NOA se trouve en arrière du bulbe olfactif et en avant du cortex piriforme latéralement et du tubercule olfactif médialement.

## Fonction
Le NOA joue un rôle central mais pas complètement élucidé dans le traitement des informations de l'odorat.
Les odeurs pénètrent dans le nez et interagissent avec les cils des neurones récepteurs olfactifs. L'information est envoyée via le nerf olfactif (Nerf crânien I) au bulbe olfactif. Après le traitement dans le bulbe, le signal est transmis caudalement via les axones dans le tractus olfactif. Le tractus se forme sur la face ventro-latérale du cerveau et passe à travers le NOA, continuant à parcourir la longueur du cortex piriforme, tout en synapsant dans les deux régions. Le NOA distribue l'information au bulbe olfactif et au cortex piriforme controlatéraux et s'engage dans des interactions réciproques avec le bulbe et le cortex ipsilatéraux (homolatéraux, c'est-à-dire du même côté). Par conséquent, le NOA est positionné pour réguler le flux d'informations entre presque toutes les régions où le traitement des informations de l'odorat a lieu.